# ستيف بولينج
ستيف بولينج (بالإنجليزية: Steve Bowling)‏ هو لاعب كرة قاعدة أمريكي، ولد في 26 يونيو 1952 في تلسا في الولايات المتحدة.

## وصلات خارجية
- ستيف بولينج على موقعبيزبول رفرنس.كوم (الدوري الرئيسي) (الإنجليزية)
- ستيف بولينج على موقعبيزبول رفرنس.كوم (الدوري الثانوي) (الإنجليزية)